# Journée internationale des archives
La journée internationale des archives est une journée mondiale établie à l'initiative du Conseil international des archives en 2005 afin de faire connaître le rôle des archives et valoriser le travail des archivistes. Elle a lieu le 9 juin de chaque année.

## Historique
Comme plusieurs pays organisaient leur journée nationale des archives afin d'éveiller la conscience du public et des décideurs à l’importance des archives, les archivistes réunis lors du congrès international des Archives à Vienne en 2004 ont adopté une résolution demandant aux Nations unies de créer une Journée Internationale des Archives.
Dans sa session de 2005, l'UNESCO a proclamé une journée mondiale du patrimoine audiovisuel le 27 octobre, se limitant aux archives audiovisuelles. Afin de comprendre tous les types d'archives, le Conseil international des archives a décidé de lancer sa propre Journée Internationale des Archives le 9 juin, en référence à la date de création de cette association le 9 juin 1948 .

## Activités
Lors du 9 juin de chaque année, archivistes et institutions d'archives proposent plusieurs activités pour faire connaître leur profession et le patrimoine qu'ils gèrent : portes ouvertes, forums de discussions (également sur les médias sociaux), partage d'images ou de documents d'archives, etc.